# Petatillo
Petatillo är en ort i Mexiko.   Den ligger i kommunen Xilitla och delstaten San Luis Potosí, i den centrala delen av landet, 210 km norr om huvudstaden Mexico City. Petatillo ligger 936 meter över havet och antalet invånare är 420.
Terrängen runt Petatillo är kuperad åt nordost, men åt sydväst är den bergig. Terrängen runt Petatillo sluttar österut. Runt Petatillo är det ganska tätbefolkat, med 96 invånare per kvadratkilometer. Närmaste större samhälle är Xilitla, 6,0 km norr om Petatillo. I omgivningarna runt Petatillo växer i huvudsak städsegrön lövskog.